# Carlo Emilio Lerici
Carlo Emilio Lerici (Milano, 6 dicembre 1962) è un regista teatrale, attore, traduttore e adattatore italiano.

## Biografia
Carlo Emilio Lerici, figlio dell'editore e drammaturgo Roberto Lerici è attivo nel teatro italiano dal 1981. Da oltre trent'anni è il responsabile organizzativo del Teatro Belli di Roma, fondato e diretto sino al 2021 da Antonio Salines, anno della sua scomparsa. Dal 2021 ha assunto anche la direzione artistica dello storico teatro romano.
Si è formato con registi come Armando Pugliese, con il quale ha debuttato al Festival dei Due Mondi di Spoleto del 1981 nello spettacolo Risorgimento, Carlo Quartucci, con cui ha collaborato negli allestimenti di vari spettacoli della Zattera di Babele per il Progetto Genazzano. E poi ancora Tinto Brass per la Lulù di Frank Wedekind, e naturalmente Antonio Salines, con il quale ha collaborato ininterrottamente sin dal 1983.

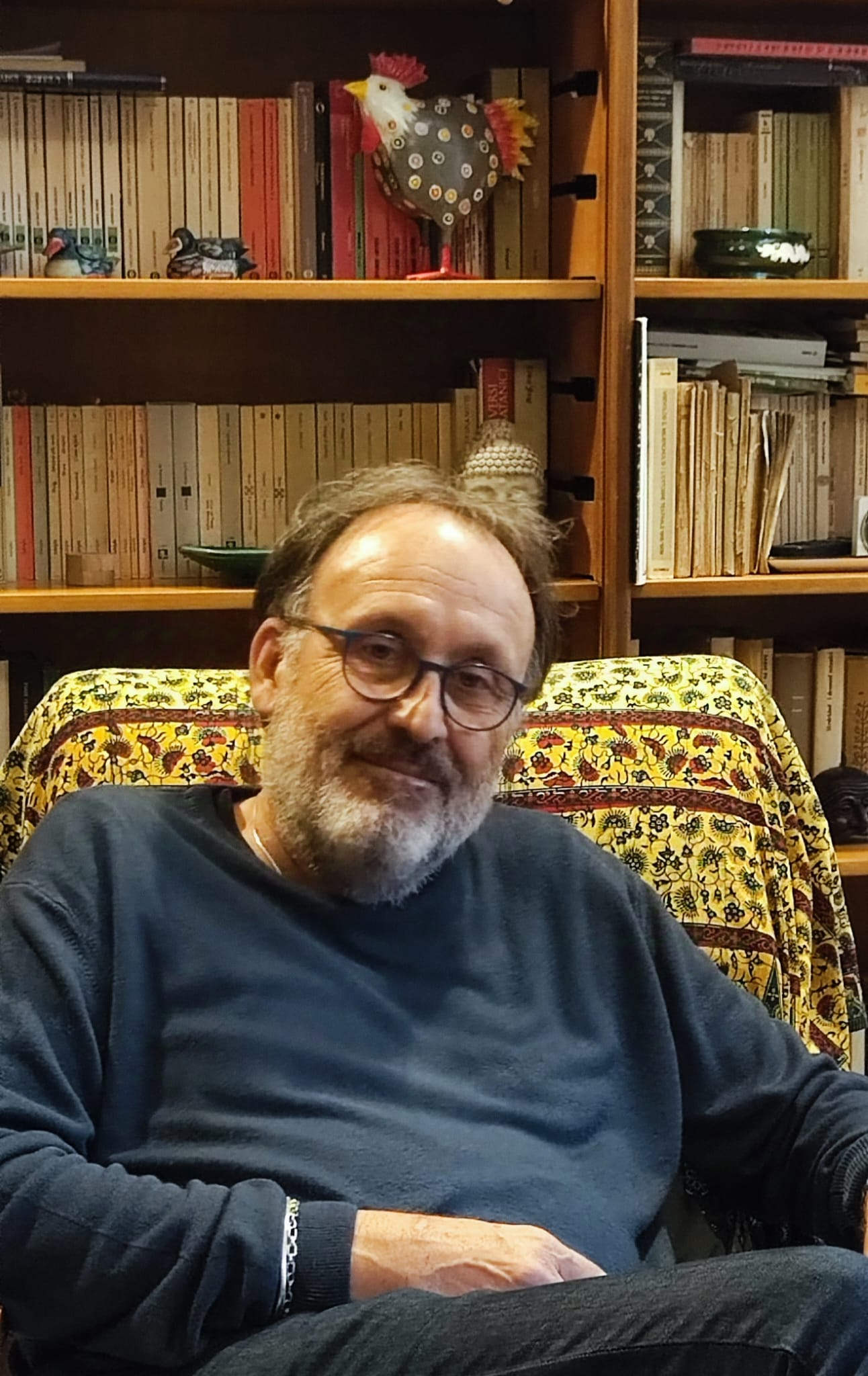
Carlo Emilio Lerici

Nel periodo che intercorre fra il 1993 e il 2024, fra spettacoli di prosa e allestimenti di lirica firma oltre 70 regìe, confermandosi un attento osservatore della drammaturgia contemporanea. Dal primo “Bella di giorno” tratto dal romanzo del francese Joseph Kessel del 1993, agli ultimi “Il diario di Anna Frank” di Frank Goodrich e Albert Hackett,  e “Falstaff e le allegre comari di Windsor” di Shakespeare, affronta con estrema disinvoltura, forte di un personalissimo stile, autori inglesi come Simon Stephens e Philip Ridley, irlandesi come Frank McGuinness e Colm Toibin, statunitensi come Eric Bogosian e John O’Brian, il tedesco Roland Schimmelpfennig,  la svedese Margarete Garpe, lo spagnolo Adolfo Marsillach, la svizzera Darja Stocker, la polacca Amanita Muskaria, oltre agli italiani Dario Fo, Aldo Nicolaj, Dino Buzzati, Giuseppe Manfridi, Angelo Longoni, Alberto Bassetti, Riccardo Reim, Rosa Menduni, Roberto De Giorgi,  e naturalmente Roberto Lerici. Con Massimo Vincenzi, recentemente scomparso, ha stretto un sodalizio artistico che ha portato alla realizzazione di una decina di spettacoli, alcuni dei quali di grandissimo successo come “Il sogno di Ipazia” e “La versione di Barney”. 
Nell'ultimo triennio ha assunto anche la direzione del Teatro Clitunno di Trevi in Umbria territorio in cui ha portato un ramo stabile della propria attività organizzando e gestendo anche un festival estivo. 
Un percorso artistico, quello di Carlo Emilio Lerici, sempre lontano dalla banalità del mercato commerciale, costruito piuttosto su scelte difficili, su sfide drammaturgiche, su orizzonti, culturalmente più ambiziosi. 
È vincitore del Premio Schegge d'Autore, del Premio Battipaglia, del Premio Fondi La Pastora e nel 2012 della prima edizione del Premio Teatro Giovani AGIS.
Come attore esordisce nel 1969 in Ode per Naomi Ginsberg di Giorgio Gaslini per la regia di Carlo Quartucci. Recita ne Il giardino delle palme di Roberto Lerici, regia di Peter Chatel (1984). Nel 1997 recita in Venezuela al Festival del Teatro Clásico il canto di Ulisse ne Inferno di Dante Alighieri, progetto multimediale di Francesco Verdinelli e Roberta Lerici. È protagonista dei monologhi Don Chisciotte e Sancho Panza di Massimo Vincenzi (2005) e Graal, la notte che Wagner uccise Spontini, scritto e diretto da Gianni Gualdoni (2009). È accanto a Carla Tatò ne Le Troiane - Canzone per una notte, regia di Carlo Quartucci (2006), e a Roberto Herlitzka in Assassinio nella cattedrale di T.S. Eliot, regia di Andrea Buscemi (2002), e ancora con Roberto Herlitzka in Città fantastica - il lungo canto di Lorenzo Calogero, opera video-teatrale di Nino Cannatà (2011). Recita inoltre in molti suoi spettacoli: Il postino suona sempre due volte di J. Cain (1995), Talk Radio di E. Bogosian (2000), Bird è vivo di M. Vincenzi (2004), Sto un po' nervosa di R. Menduni e R. De Giorgi (2004), Escuriale di M. de Ghelderode (2009), Coppia aperta quasi spalancata di D. Fo e F. Rame (2013).
Nel marzo 2012, per Editori Riuniti, è uscito un volume, per il quale ha curato l'edizione, dal titolo A me gli occhi, please che raccoglie numerosi testi, utilizzati e non, scritti da suo padre per Gigi Proietti.

## Regie

### Teatro
- Bella di giorno di Joseph Kessel, 1993
- Bagno finale di Roberto Lerici, 1995
- Il postino suona sempre due volte di James M. Cain, 1995
- Bondage – Una notte nella vita di una prostituta di David Hines, 1998
- Storie d'amore e d'abbandoni: Didone e Margherita Gautier di Roberto Lerici, 1999
- Nemmeno per sogno di Roberto Lerici, 1999
- Talk radio di Eric Bogosian, 2000
- Vuoto di scena di Roberto Lerici, 2001
- Sto un po' nervosa di Rosa Menduni e Roberto De Giorgi, 2001
- Io, Freud di Carlo Ferrucci, 2001
- Via da Las Vegas di Riccardo Reim dal romanzo di John O’Brien, 2003
- La notte araba di Roland Shimmelpfennig, 2003
- Luna d'agosto di Fabrizio Bordignon, 2003
- Bird è vivo di Massimo Vincenzi, 2004
- Sola in casa di Dino Buzzati, 2004
- A Julia di Margarete Garpe, 2005
- I veri fantasmi di Massimo Vincenzi e Mauro Neri, 2005
- Gli occhi al cielo di Massimo Vincenzi, 2005
- Mercury fur di Philip Ridley, 2006
- Kelina di Massimo Vincenzi e Mauro Neri, 2006
- L'educazione parlamentare di Roberto Lerici, 2007
- Storie d'amore e d'abbandono: Didone e Margherita Gautier di Roberto Lerici, 2007
- Il Re del Garda di Massimo Vincenzi e Mauro Neri. 2007
- Italiani brava gente? di Alberto Bassetti, 2008
- Buon compleanno di Adolfo Marsillach, 2008
- La guerra fredda della famiglia Sox commedia musicale di Gianluca Tocci, 2008
- Risorgimento di Roberto Lerici, 2008
- Alan Turing e la mela avvelenata di Massimo Vincenzi, 2008
- Vincent River di Philip Ridley, 2008
- Nachtblind di Darja Stocker, 2008
- Escuriale di Michel de Ghelderode, 2009
- Un fatto di assassinio di Roberto Lerici, 2009
- Il sogno di Ipazia di Massimo Vincenzi, 2009
- Assassine di Alberto Bassetti, Angelo Longoni, Giuseppe Manfridi, Adriano Vianello e Massimo Vincenzi, 2009
- Il viaggio a Buenos Aires di Amanita Muskaria, 2009
- La regina senza corona – Gertrude Bell e la battaglia di Baghdad di Massimo Vincenzi, 2010
- Spie di Alberto Bassetti, Maria Letizia Compatangelo, Rosario Galli e Massimo Vincenzi, 2010
- Ferro e cuore – Eleonora d'Arborea di Alberto Bassetti, 2010
- Qualche volta penso a ieri di Carlo Mazzoni e Paola Villari. 2010
- Moonfleece di Philip Ridley, 2011
- La versione di Barney di Massimo Vincenzi, 2011
- Fammi ridere Lilì di Roberto Lerici, 2012
- Casalinghe Social Club di Rosa Menduni e Roberto De Giorgi, 2012
- Irene Nemirovsky di Alberto Bassetti e Massimo Vincenzi, 2012
- Coppia aperta quasi spalancata di Dario Fo e Franca Rame, 2013
- Dark Vanilla Jungle di Philip Ridley, 2014
- Gente di Facili Costumi di Nino Manfredi e Nino Marino, 2015
- L'Amica Geniale di Massimo Vincenzi dal romanzo di Elena Ferrante, 2015
- Tender Napalm di Philip Ridley, 2015
- Heisenberg di Simon Stephens, 2015
- The Container di Claire Bayley, 2016
- Lovesong, di Abi Morgan, 2016
- The Match Box di Frank McGuinness, 2017
- Poco Più Poco Meno di Aldo Nicolaj, 2018
- Viva La Vida! (L'amore ai tempi di Chavela Vargas e Frida Kahlo) di Valeria Moretti, 2018
- My Brilliant Divorce di Geraldine Aron, 2018
- LaTragica Storia del Dottor Faust di Christopher Marlowe, 2019
- Baglady di Frank McGuinness, 2019
- Il Diario di Anna Frank di Frances Goodrich & Albert Hackett, 2019
- Moby Dick di Massimo Vincenzi da Melville, 2020
- Casina di Plauto, 2021
- Tarantula di Philip Ridley, 2021
- Falstaff e le allegre comari di Windsor di William Shakespeare, 2022
- Cuckoo di Suhayla El-Bushra, 2022
- L'Avaro di Plauto, versione di Roberto Lerici 2023
- Pale Sister (Ismene/Antigone) di Colm Toibin, 2023
- L'impresario delle Smirne di Carlo Goldoni, 2024
- Volpone di Ben Jonson versione di Larry Gelbart, 2024

### Lirica
- La traviata di Giuseppe Verdi, 2001
- La vedova allegra di Franz Lehár, 2003
- L'elisir d'amore di Gaetano Donizetti, 2004
- La bohème di Giacomo Puccini, 2005
- Rigoletto di Giuseppe Verdi, 2006
- Tosca di Giacomo Puccini, 2007
- Il barbiere di Siviglia di Gioachino Rossini, 2008
- Cavalleria rusticana di Ruggero Leoncavallo, 2009
- Pierino e il lupo di Sergej Prokofiev, 2009

## Letture sceniche
- Dammi un bacio di Fiammetta Carena, 1997
- La principessa ranocchio - Una favola da cucina di Kerstin Specht, 2003
- Assassinio nella Cattedrale di T.S. Eliot, 2018

## Adattamenti e traduzioni
- Bella di giorno di Joseph Kessel
- Il postino suona sempre due volte di James M. Cain
- Bondage - Una notte nella vita di una prostituta di David Hines
- Talk radio di Eric Bogosian
- Headstate di Irvine Welsh
- Trainspotting di Irvine Welsh
- Quills di Doug Wright
- Vorher/Nacher di Roland Schimmelpfennig
- A Julia di Margarete Garpe
- Mercury fur di Philip Ridley
- Vincent River di Philip Ridley
- Moonfleece di Philip Ridley
- Il viaggio a Buenos Aires di Amanita Muskaria
- Dark Vanilla Jungle di Philip Ridley
- Tender Napalm di Philip Ridley
- Heisenberg di Simon Stephens
- The Container di Claire Bayley
- Lovesong, di Abi Morgan
- The Match Box di Frank McGuinness
- My Brilliant Divorce di Geraldine Aron
- Baglady di Frank McGuinness

- Tarantula di Philip Ridley
- Cuckoo di Suhayla El-Bushra
- Pale Sister di Colm Toibin
- Volpone di Ben Jonson versione di Larry Gelbart